# Robert Rhett

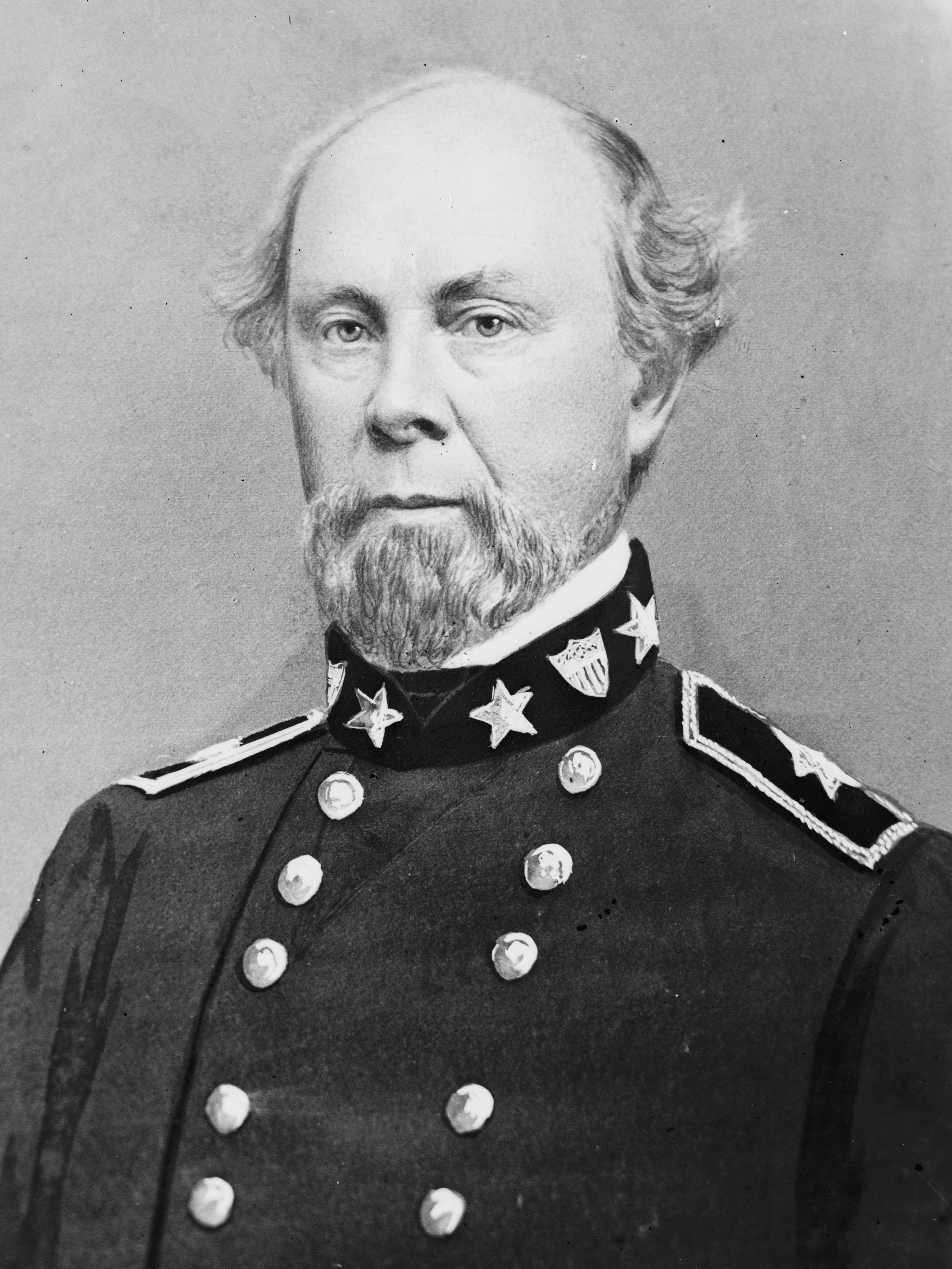
Robert Rhett

Robert Barnwell Rhett, Sr. (* 21. Oktober 1800 in Beaufort, South Carolina; † 14. September 1876 im St. James Parish nahe New Orleans, Louisiana) war ein Politiker der Vereinigten Staaten, sowie der Konföderierten Staaten von Amerika aus South Carolina.

## Werdegang
Rhetts ursprünglicher Name war Smith, aber als er 1838 in das öffentliche Rampenlicht trat, wechselte er diesen und nahm den Namen seines prominenten Vorfahren aus der Kolonialzeit Colonel William Rhett an. Er studierte Jura und wurde dann 1826 in das Abgeordnetenhaus von South Carolina gewählt.
Sein Großonkel war Abgeordneter Robert Barnwell und Vater des Abgeordneten Robert Woodward Barnwell. Eine Cousine von den Barnwells war die Ehefrau von Alexander Garden, einem Soldaten aus dem Amerikanischen Unabhängigkeitskrieg.
Nach seiner Tätigkeit im Abgeordnetenhaus von South Carolina war Rhett 1832 Attorney General seines Bundesstaates, von 1837 bis 1849 Abgeordneter im Kongress der Vereinigten Staaten, sowie von 1850 bis 1852 US-Senator. Ferner war er in höchstem Maße in seinen Ansichten ein Südstaatler, er teilte 1844 mit John C. Calhoun die Führung bei der Bluffton-Bewegung für eine unabhängige staatliche Handlungsweise in der Gebührenordnung von 1842. Außerdem war er einer von den Anführern der Fire-Easters in der Nashville Convention von 1850, welchen in ihren Bestrebungen nach der Sezession des ganzen Südens scheiterten.

## Sezessionist
Als South Carolina 1852 eine Verfügung (engl. ordinance) verabschiedete, dass bloß sein staatliches Recht auf die Abspaltung erklärte, trat Rhett von seinem Sitz im US-Senat zurück. Er fuhr fort und äußerte seine feurigen Sezessionsansichten in der Charleston Mercury, die durch seinen Sohn, Robert Barnwell Rhett, Jr., überarbeitet wurde, einem Mitglied des späteren Sezessionskonvents von South Carolina 1860. In dem Montgomery Convention, der ursprünglich dazu einberufen wurde, um eine provisorische Regierung für die abgespalteten Staaten zu gestalten, war er einer von den aktivsten Delegierten, sowie Vorsitzender des Komitees, dass die Verfassung der Konföderierten Staaten von Amerika verlautete.
Er wurde zwar für das Amt des Präsidenten der Konföderierten Staaten für würdig erachtet, konnte aber nur ein Mandat im Unterhaus (engl. lower house) des Provisorischen Konföderiertenkongresses erreichen. Ferner erhielt er kein höheres Amt in der konföderierten Regierung, so dass er nach South Carolina zurückkehrte, wo er die Politik des konföderierten Präsidenten Jefferson Davis aus Mississippi scharf kritisierte.
Nach dem Ende des Amerikanischen Bürgerkriegs ließ er sich in Louisiana nieder. Es wurde gemunkelt, dass er ein Delegierter bei den Democratic National Convention von 1868 war, aber in Wahrheit war es sein Sohn, Robert Rhett, Jr., der seines Vaters Redaktionsverantwortung übernommen hatte.
Rhett verstarb in St. James Parish nahe New Orleans. Er wurde auf dem Magnolia Cemetery in Charleston, South Carolina beigesetzt.

## Ehrungen
Das Robert Barnwell Rhett House wurde 1973 zu einer National Historic Landmark deklariert.